# Al-Ádil Túmán Báj egyiptomi szultán
Al-Ádil Túmán Báj, azaz Szajf ad-Dín Túmán Báj, másképp Túmánbáj (? – 1501 áprilisa után) az egyiptomi burdzsí (cserkesz) mamlúkok huszonkettedik szultánja volt (uralkodott 1501 januárjától április 19-ig). Teljes titulusa al-Malik al-Ádil, melynek jelentése „az igazságos király”.
Túmán Báj al-Asraf Kájitbáj befolyásos mamlúkja volt, vezető szerepet játszott fia és örököse, az új haderőt kialakítani akaró an-Nászir Muhammad meggyilkolásában 1498. október 31-én. Már ekkor magának szerette volna megszerezni a hatalmat, de a többi előkelőség rászorította, hogy a davádári tisztséggel megelégedve egy bábot tegyen trónra az-Záhir Kánszauh személyében. Davádárként kemény eszközökkel harcolt a felső-egyiptomi nomád lázadók ellen, majd 1500 júniusában Kairóba vonult, és ágyúival lövetni kezdte a fellegvárat. Bár Kánszauh titokban elmenekült, a potentátok ezúttal is megakadályozták Túmán Báj trónra lépését, és Dzsánbulát atabéget tették trónra. Túmán Báj ezúttal kevesebbet várt: már 1501 januárjában rátámadt a fővárosra egy szíriai expedícióról hazatérve, és megszerezte a hőn áhított szultáni címet. A többi mágnás azonban nem véletlenül állt vele szemben a korábbi kísérletei során: záros határidőn belül megbuktatták, és áthidalásképpen egy kevésbé jelentős személyiséget, a Túmán Báj által davádárrá kinevezett Kánszauh al-Gaurit segítették hatalomra. Személyében a rohamosan hanyatló Mamlúk Birodalom utolsó jelentős uralkodója lépett trónra.